# Saika-ikki
Les saika-ikki ou saiga-ikki (雑賀一揆), basés à Ōta dans la province de Kii, sont un des nombreux groupes ikkō-ikki (guerriers bouddhistes fanatiques) dans le Japon féodal, dirigé par Suzuki Magoichi. En particulier, les membres du saika-ikki, avec les moines du Negoro-ji, sont réputés pour leur expertise à l'arquebuse et pour leurs armuriers et fondeurs experts.
Ces deux groupes viennent en aide au Ishiyama Hongan-ji, la forteresse cathédrale centrale des ikkō-ikki qui est assiégée par Oda Nobunaga de 1570 à 1580. Leur devise peut se traduire : « Tenez bon et n'oubliez pas. » Leur propre forteresse, le château d'Ōta (près du site de l'actuel château de Wakayama), est assiégé par Nobunaga en 1577. Le monastère est attaqué à nouveau quelques années plus tard par Toyotomi Hideyoshi, en châtiment de leur opposition à son ancien seigneur, Oda.

## Source de la traduction
- (en) Cet article est partiellement ou en totalité issu de l’article de Wikipédia en anglais intitulé « Saika Ikki » (voir la liste des auteurs).